# Raión de Pružana
Pružana (en bielorruso: Пружанскі раён) es un raión o distrito de Bielorrusia, en la provincia (óblast) de Brest. 
Comprende una superficie de 2829 km².

## Demografía
Según estimación 2010 contaba con una población total de 52511 habitantes.

## Subdivisiones
Comprende la ciudad subdistrital de Pruzhany (la capital), los asentamientos de tipo urbano de Ruzhany y Sharashova y los siguientes 12 consejos rurales:
- Vialíkaye Sialó
- Zielianiévichski
- Línava
- Mókraye
- Nóvyya Zasímavichy
- Pruzhany
- Ruzhany
- Sujópal
- Jaravá
- Shaní
- Sharashova
- Shcharchova